# Tinzanadugu
Tinzanadugu ou Tezanadugu é uma vila da comuna rural de Clela, na circunscrição de Sicasso e região de Sicasso do sul do Mali.

## História
Em 1865, Tinzanadugu revoltou-se contra o fama Molocunanfá Traoré (r. 1862–1866) que a arrasou como castigo.